# توماس ويليام كيرك
توماس ويليام كيرك (بالإنجليزية: Thomas William Kirk)‏ هو عالم حيوانات نيوزيلندي، ولد في 1856، وتوفي في 1936.